# António Graça Abreu
António Graça de Abreu (Porto, 1947), é um escritor e historiador português, com enfoque na Sinologia (estudo da civilização chinesa).

## Carreira
António Graça é licenciado em Filologia Germânica e mestre em História dos Descobrimentos e Expansão Portuguesa, pela Faculdade de Letras da Universidade de Lisboa. Em Pequim foi professor de Língua e Cultura Portuguesa, assim como tradutor das Edições de Pequim no período de 1977 a 1983. Foi também professor de inglês na Escola Secundária José Saramago, em Mafra.
Tem dedicado a sua actividade à investigação da presença portuguesa na China e em Macau e à cultura chinesa. Jornalista, professor, ensaísta e tradutor tem sido um dos dinamizadores da divulgação da cultura chinesa em Portugal.
Leccionou Sinologia na Universidade Nova de Lisboa, no Instituto Superior de Ciências Sociais e Políticas, Lisboa. Actualmente lecciona na Universidade de Aveiro.
Entre 1990 e 2004, ano após ano, foi orientador e formador de cursos de História da China, História de Macau, Cultura e Civilização Chinesa, Imaginário Luso-Chinês, na Missão de Macau em Lisboa, depois Delegação Económica e Comercial de Macau. E, desde o ano 2009, no Museu do Oriente/Fundação Oriente, leccionou os cursos Diálogos com a Cultura Chinesa, Introdução à História da China, Doze Cidades Chinesas, China - Os Últimos Três Séculos e Toda a China.
Traduziu para português O Pavilhão do Ocidente (1985), teatro clássico chinês, Poemas de Li Bai (1990), Prémio Nacional de Tradução 1991, Poemas de Bai Juyi (1991), Poemas de Wang Wei (1993) e Poemas de Han-Shan (2009). É autor dos livros de poesia China de Jade (1997), China de Seda (2001), Terra de Musgo e Alegria (2005), China de Lótus (2006), Cálice de Neblinas e Silêncios (2008), A Cor das Cerejeiras (2010) e co-autor de Sínica Lusitana Vol. I e II (2000 e 2003).
Escreveu a biografia de D. Frei Alexandre de Gouveia, Bispo de Pequim (1751-1808) e o Diário da Guiné, 1972/74 sobre a sua experiência na guerra em África.
Entre 1996 e 2002 pertenceu ao board do European Association of Chinese Studies (Heidelberg e Oxford). Membro do CLEPUL e do PEN Clube Português.
Em 2013, mais de 35 anos de vivências pelo Império do Meio resultaram no livro Toda a China (volume I e volume II) que relata as peripécias, experiências, cultura e história das 23 províncias, as cinco regiões autónomas, mais Macau, Hong Kong e Taiwan, e também os quatro municípios centrais da China.

## Obras
Poesia:
- Um poema para Fiama - juntamente com diversos autores.
- China de Jade (1997)
- China de Seda (2001)
- Terra de Musgo e Alegria (2005)
- China de Lótus (2006)
- Cálice de Neblinas e Silêncios (2008)
- A Cor das Cerejeiras (2010)

Sinologia:
- Sínica Lusitana (2000 e 2003) (co-autor) [1]
- D. Frei Alexandre de Gouveia, Bispo de Pequim (1751-1808) (biografia) (2004) [2]
- Toda a China - Volume I (2013) [3]
- Toda a China - Volume II (2013) [4]

Outros:
- Diário da Guiné, Lama, Sangue e Água Pura (2007)[5]
- Haikus do Japão e do mundo (2016)

## Traduções
- O Pavilhão do Ocidente (1985) (teatro chinês)
- Poemas de Li Bai (1990) Li Bai
- Poemas de Bai Juyi (1991) Bai Juyi
- Poemas de Wang Wei (1993) Wang Wei
- Poemas de Han-Shan (2009) Han Shan
- Tao Te Ching (2013) Lao Zi

## Prémios
- Prémio de tradução - da Associação Portuguesa de Tradutores e PEN Club (Poemas de Li Bai [701-762]).